# Andrea Fatona
Andra Fatona est une conservatrice de musée et chercheuse canadienne. Elle est professeure agrégée à l'Université de l'École d'art et de design de l'Ontario (OCAD), où ses domaines d'expertise incluent les études sur les Noirs, l'art contemporain et la muséographie. 

## Formation
Andrea Fatona est née à Birmingham, en Angleterre. Elle est d'origine nigérienne et jamaïcaine,. En 2011, elle a obtenu son doctorat de l'Université de Toronto à l'Ontario Institute for Studies in Education (en) (OISE). Intitulée Là où la sensibilisation rencontre l'indignation : formation à la politique d'équité raciale au Conseil des arts du Canada (1989-1999), sa thèse portait sur les politiques et les pratiques en matière d'équité raciale au sein du Conseil des arts du Canada. Elle a été membre du comité consultatif sur l'équité du Conseil des Arts du Canada pour la section des arts visuels entre 2003 et 2005. 

## Carrière
Andra Fatona a occupé des postes de conservatrice à Artspeak à Vancouver, à la Galerie d'art d'Ottawa, à Artspace à Peterborough et à Video In (Vancouver). 
Elle a organisé une exposition sur l’œuvre de Winsom, artiste canadienne et marronne basée à Belize, au Musée des beaux-arts de l'Ontario,.
Ses recherches ont contribué au projet commémoratif Hogan's Alley, à Vancouver, qui célèbre l'histoire culturelle des Noirs à Vancouver. Elle a été à plusieurs reprises citée parmi les figures principales du mouvement culturel noir au Canada,. 
En 2015, Fatona a dirigé la conférence State of Blackness: de la production à la présentation financée par le Conseil de recherches en sciences humaines du Canada (CRSH), un projet de recherche en cours visant à développer les pratiques d'éducation artistique afin de rectifier l'invisibilité des Noirs dans les programmes d'enseignements des arts canadiens,.
En 2020, Fatona obtient la chaire de recherche du Canada de niveau 2 sur la production culturelle de la diaspora noire canadienne qui vise à rendre visible et donner accès aux œuvres d'artistes, d'artisans, de conservateurs et de critiques noirs contemporains au Canada.

## Direction d'expositions
- Co-conservatrice, « Land Marks » (exposition itinérante Chatham, Windsor, Peterborough). La galerie d'art Thames, Chatham, Ont. (galerie d'origine), 2013-2015.
- Conservatrice, « Edna Paterson-Petty : Couettes afro-américaines ». Galerie d'art d'Ottawa, Ottawa, ON, 2011.
- Co-commissaire, Alex Wyse- Wyse, « Œuvres: Dévoiler l'inévitable ». Galerie d'art d'Ottawa, Ottawa, ON, 2011.
- Initiatrice et coordinatrice de « Will Work for Food », un projet artistique communautaire associant le centre de santé communautaire Sandy Hill et Operation Come Home en tant que partenaires communautaires principaux. Galerie d'art d'Ottawa, Ottawa, ON, 2010.
- Conservatrice, « Avaaz ». Installation sonore de Dipna Horra. Galerie d'art d'Ottawa, Ottawa, ON, 2010.
- Conservatrice, « Intersections ». Peintures de l'artiste-programmeur Eric Sze-Lang. Galerie d'art d'Ottawa, Ottawa, ON, 2010.
- Conservatrice, « Duncan de Kergommeaux : Ce sont les marques que je fais », une exposition sur le peintre Duncan de Kergommeaux qui couvre 50 années de la vie de l'artiste. La Galerie d'art d'Ottawa, Ottawa, Ontario, Museum London, 2010.
- Conservatrice, « Fibred Optics », exposition collective qui explore la nature multi-sensorielle de la narration visuelle et de la perception. Frances Dorsey, Jérôme Havre, Ed Pien et Michele Provost. Galerie d'art d'Ottawa, Ottawa, Ontario, 2009 et Galerie d'art de Richmond, Richmond, C.-B. en 2011.
- Conservatrice en collaboration avec Deanna Bowen, « Lecture de l'image : Poétique de la diaspora noire », collectif, exposition itinérante nationale Deanna Bowen, Maud Sulter, Christopher Cozier et Michael Fernandes - qui explore les questions relatives au mouvement diasporique et aux relations des peuples africains avec les peuples autochtones.
- Projet de modernité, Galerie d'art Thames, Chatham, Ontario. (galerie d'origine), Galerie Robert McLaughlin, Oshawa, Ontario, Galerie d'art Mount Saint Vincent University, Halifax, Nouvelle-Écosse,Centre d'art du Yukon, Whitehorse, Territoire du Yukon, 2006.
- Conservatrice, « L'Attaque de l'homme sandwich », exposition personnelle de Chris Cozier (Trinidad), collaboration vidéo avec Richard Fung ; traite des questions liées à la construction de la nation, à la culture, à la politique de genre et à la Caraïbe postcoloniale.
- La galerie A Space, Toronto, Ontario, 2001.

## Prix et bourses
- Subvention de la Conférence Connections, Prix de conservation issue de la diversité du Conseil de recherches en sciences sociales et humaines du Canada, Conseil des arts de l'Ontario, 2013
- Subvention de démarrage pour la recherche, OCADU 2007, Bourse de mobilité, Conseil des arts du Canada, Bureau de l'équité, 2012
- Bourse de mobilité pour la recherche de l'École des études supérieures, Université de Toronto, 2006
- Prix d'excellence académique OISE / Université de Toronto, 2005-2007
- Bourse de doctorat du Conseil de recherches en sciences humaines du Canada (CRSH), 2005-2007
- Prix d'excellence académique OISE / Université de Toronto, 2005-2006
- Bourse d'études supérieures OISE / Université de Toronto, 2003-2005
- Subvention Off-the-Radar, Inter-Arts, Conseil des arts du Canada, 2003
- Bourse d'études supérieures OISE / Université de Toronto, 2002
- Subvention de voyage pour conservateur, Section des nouveaux médias du Conseil des Arts du Canada, 2002